# Val d'Or (Woluwe-Saint-Lambert)
Ce plateau situé sur la commune de Woluwe-St-Lambert en Belgique, sur le lieu-dit Gulledelleveld, évoque les sables et moissons d'antan.

## Historique
Ce terrain situé entre les vallées de la Senne et de la Woluwe, — plus précisément à l'angle de la place de la Sainte-Famille et du chemin des Deux-Maisons, qui reliait jadis l'église Saint-Lambert à la chaussée de Louvain — fut au début du siècle largement excavé pour l'exploitation de l'argile et du sable qu'il renfermait. Ceux-ci étaient utilisés pour la fabrication des briques.
L'exploitation du site fut abandonnée et de 1963 à 1973, le site fut utilisé comme décharge afin d'y enfuir des couches alternées de déchets et de terre. Après quoi, la nature a repris ses droits et recomposé, sans intervention humaine, un site semi-naturel qui fait la joie des promeneurs.

## Valeur biologique
En effet, cet espace vert est de haute valeur biologique car il offre une mosaïque impressionnante de milieux d'une étonnante variété :
- des friches herbeuses où se développent en majorité le solidage, l'aigremoine, la berce commune, le cirse des champs, le lotier, la gesse des prés, la vesce ;
- des fourrés où se côtoient la ronce, l'églantier, le cornouiller sanguin, le prunellier, le buddleja et la renouée du Japon ;
- des parties boisées où abondent différentes espèces de saules, des bouleaux, peupliers, robiniers, frênes, charmes, sorbiers, chênes, érables ;
- une mare  temporaire.

Néanmoins, des doutes ont été émis relativement aux nuisances liées à l'enfouissement des déchets.